# ملطية (مدينة إغريقية)

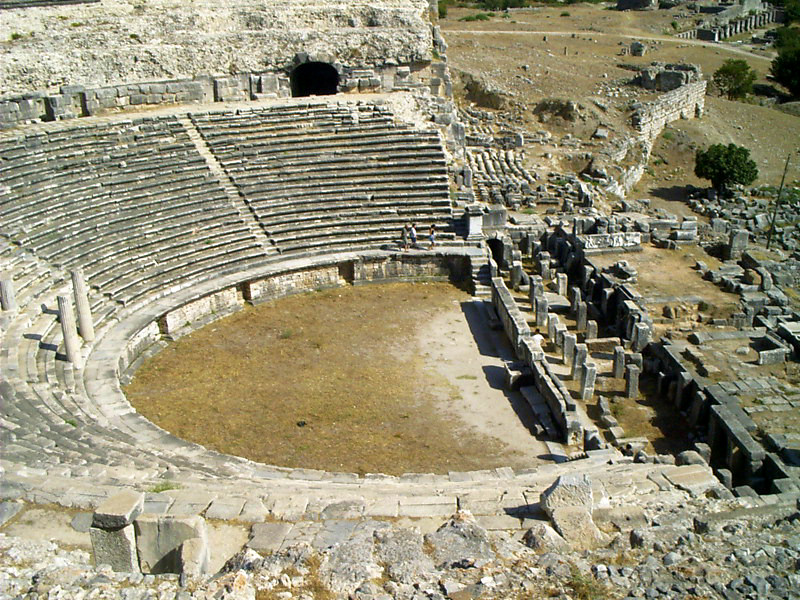
مسرح ميليتوس

مَلَطْيَة (باليونانية: Μῑ́λητος)‏ هي مدينة إغريقية قديمة في آسيا الصغرى، تقع قرب مصب نهر بيك مندريس في إيونية القديمة. تقع أطلالها قرب مدينة بالات [الإنجليزية] الحديثة في محافظة أيدين التركية.

## التاريخ
قبل الهجرات الأيونية، كانت المدينة مسكونة من قبل الكاريين، وتثبت الفخاريات التي عثر عليها الأثري ثيودور فيغاند في الموقع أنها كانت مأهولة وأقامت علاقات مع مدن إيجة في أواخر العصر المينوسي. ويقال أن المستوطنين الإغريق من بيلوس أتوا تحت إمرة نيليوس وقتلوا كل أهل المدينة القديمة، وبنوا لأنفسهم مدينة جديدة على الساحل.
احتلت ملطية موقعا مناسب في مدخل وادي ماياندر الخصب، وكان مخرجا طبيعيا للتجارة مع جنوب فريجيا. كانت عندها أربعة موانئ، أحدها كان ذا حجم كبير، وامتد نفوذها في الدواخل في وادي ماياندر، وعلى طول الساحل إلى الجنوب، حيث أسسوا مدينة ياسوس. امتد نشاطها التجاري إلى مصر، حيث كان لهم دور في تأسيس مستوطنة ناوكراتيس. لم يعثر فيغاند إلا على القليل من فخاريات ناوكراتيس على الموقع وفي معبد أثينا فقط. لكن تجارة البحر الأسود كانت المصدر الأهم لثروات المدن الأيونية. ومثل بقية المدن، وجهت ملطية انتباهها بصورة رئيسية إلى الشمال، ونجحت تقريبا في احتكار التجارة. أسست على طول سواحل الهيليسبونت والبروبونتيس والبحر الأسود أكثر من ستين مدينة – منها أبيدوس وكيزيكوس وسينوب وديوسكارياس وبانتيكاباوم وأولبيا. كل هذه المدن تأسست قبل منتصف القرن السابع قبل الميلاد.
كان ملطية بالتأكيد أعظم المدن اليونانية. وخلال هذا الوقت أوصلتها تجارة البحر تصل إلى منزلة لم تشهد لها مثيلا، رغم هذا، فبالقياس مع المدن اليونانية، وبعض الإشارات من الكتاب اللاحقين، فيظهر أنه كان هناك صراعات سياسية حدثت بين حكم القلة والديمقراطية، وقد رفع المستبدين أنفسهم أحيانا إلى السلطة العليا. تميزت ملطية كذلك بأنها كانت مركزا الأدب. وإن كان موطن الشعر الملحمي والغنائي الأيوني أبعد إلى الشمال؛ كانت الفلسفة والتاريخ قريبان أكثر إلى لأهل ملطية، ومن أبناء هذه المدينة طاليس وأناكسيماندر وأناكسيمينيس وهيكاتايوس. وهناك شعراء مثل تيموثيوس وأسباسيا كانوا أيضا من مواطني المدينة. المدن الأيونية الثلاث في كاريا، وهي ملطية وميوس وبرييني – تكلمت لهجة أيونية غريبة.
وجد ملوك ليديا في ملطية أقوى خصومهم. استمرت الحرب لعدة سنوات، حتى عقد ألياتس الثالث سلاما مع ثراسيبولوس طاغية ملطية؛ يبدو أن الملطيين بعد ذلك اعترفوا سلميا بحكم كرويسوس. وعند الغزو الفارسي أصبحت المدينة تحت حكم سيد جديد؛ وتزعمت الثورة الأيونية عام 500 قبل الميلاد، وهوجمت بعد معركة لادي. قتل داريوس أغلب السكان، نقل البقية إلى أمبي في مصب دجلة، وتخلى عن المدينة للكاريين. هذه الكارثة تذكرها اليونانيون لزمن طويل وأصبحت موضوع لتراجيديا بقلم فرينيخوس.
منذ ذلك التاريخ لم يكن لملطية أي دور مهم في المنطقة. انتعشت المدينة مجددا عندما طرد الفرس من الساحل في عام 479 قبل الميلاد، ودخلت ضمن الاتحاد الديلي،و تمردت على إسبرطة في عام 412 ق م، وأصبحت تحت أيدي الكاريين، وعارضوا الإسكندر في تقدمه نحو الجنوب، واستسلموا في حصار (334 قبل الميلاد). وكان ذات أهمية تجارية في الفترة الإغريقية الرومانية، وحظيت باهتمام خاص من تراجان. كانت موانئها محمية من قبل جزيرة لادي والجزر التراغاسية الأخرى، امتلأت بالغرين تدريجيا من نهر ماياندر، وأصبحت جزيرة لادي الآن تلا يبعد عدة كيلومترات عن الساحل. أخذت إفسوس مكانتها كأكبر الموانئ الأيونية في الأزمنة الهيلينية والرومانية. أصبحت ملطية مركز أسقفية مسيحية وتمت تقويتها بقلعة بيزنطية بنيت فوق المسرح؛ لكن انحطاطها كان حتميا، وموقعها أصبح مستنقعا.

## التنقيبات
منذ العام 1899 كانت ملطية مسرحا لعمليات التنقيب الشاملة التي أدارها الدكتور ثيودور فيغاند لأكاديمية برلين. وتقع الأطلال حول قاعدة رابية تظهر على المنطقة الشمالية الشرقية نحو منحنى ماياندر. على الشمال يقع مسرح حفظ بحالة جيد من الأزمنة الرومانية وبني على موقع بناية يونانية أقدم. عند اكتماله كان به 54 صفا من المقاعد. وكان كبيرا كأي مسرح في آسيا الصغرى، وما زال يحتفظ بالصالة، مع ذلك فقد تهدمت ركائزها العليا وصفوفها، التي ترتفع تقريبا 100 قدم (30 مترا).

## وصف المدينة
يصف كيرياك الأنكوني البناية بأنها كاملة عمليا في أيامه (1446). طول الواجهة أكثر من 135 مترا. نحو الشرق يقع الميناء الشمالي القديم، وقد غطاه الغرين الآن، وعلى سفح التل أعلى منه انتصب ضريح كبير من الأزمنة الهيلينية وهو موجود داخل الجدران، مثل قبر براسيداس في أمفيبوليس. جنوب الميناء تقع الأغورا (الساحة العامة) مع أطلال المستودعات الكبيرة المنحوتة بالأسلوب الدوري. وعند الجنوب مجددا يقع نيمفيوم من زمن تيتوس، ومجلس الشيوخ بشكل مسرح. على الشرق تقع قاعة كبيرة محاطة بالأروقة المعمدة ويرافقها مذبح رئيسي لآرتيميس، والذي كان مزينا بالنقوش. تقع الساحة الرومانية وراء المذبح. يقود شارع مستقيم إلى المنطقة الجنوبية الغربية من الميناء الشمالي إلى بوابة ديديما، التي تصادف عنق شبه الجزيرة وأعاد بناءها تراجان، عندما تعهد برفع مستوى الأحياء الخارجية من المدينة؛ وتقطعها الشوارع بزوايا قائمة وبأسلوب هندسي هيليني. هناك طريق مقدس يمشي بالتوازي مع القبور ويقود إلى ديديمي. وتم اكتشاف معبد من قبل الدكتور ويغاند، أحدهما على المنطقة الجنوبية الشرقية وهو ملجأ كبير لأبولو الدلفي مع صف ثلاثي يرفق بلاطا بحامل مركزي. ويظهر أن هذا كان المعبد الرئيسي للمدينة والمكان الذي توضع فيه السجلات العامة والمعاهدات وغيرها من النقوش. المعبد الآخر هو ملجأ قديم لأثينا يقع غرب الاستاد.